# Siergiej Babiniec
Siergiej Siergiejewicz Babiniec (ros. Сергей Сергеевич Бабинец; ur. 10 grudnia 1988 roku w Tockoje, RFSRR) – rosyjski prawnik, obrońca praw człowieka, lider Zespołu Przeciwko Torturom, rosyjskiej organizacji obrony praw człowieka zajmującej się społecznym śledztwem stosowania tortur.

## Życiorys
Urodził się 10 grudnia 1988 roku w wiosce Tockoje, w rejonie tockim w obwodzie orenburskim, w Rosyjskiej Federacyjnej Socjalistycznej Republiki Radzieckiej.

## Edukacja
W 2011 roku ukończył orenburską filię Moskiewskiej Państwowej Akademii Prawniczej, uzyskując tytuł prawnika ze specjalizacją w prawie karnym.

## Działalność na rzecz obrony praw człowieka
Siergiej Babiniec rozpoczął pracę w orenburskiej filii Międzyregionalnej Organizacji Społecznej „Komitet Przeciwko Torturom” w 2011 roku. W 2013 roku został kierownikiem orenburskiego oddziału.
W latach 2014–2017 kierował moskiewskim oddziałem organizacji, który założył wspólnie z prawnikiem i obrońcą praw człowieka Dmitrijem Piskunowem. W okresie 2017–2019 był kierownikiem oddziału śledczego w Obwodzie niżnonowogrodzkim. W latach 2019–2021 kierował Orenburskim Oddziałem Organizacji.
W grudniu 2021 roku Siergiej Babiniec został wybrany przewodniczącym Międzyregionalnej Organizacji Społecznej „Komitet Przeciwko Torturom”. W lutym 2022 roku został szefem organizacji, zastępując Igora Kalapina.
10 czerwca 2022 roku Ministerstwo Sprawiedliwości Federacji Rosyjskiej wpisało „Komitet Przeciwko Torturom” do rejestru organizacji społecznych, które nie są prawnymi osobami i pełnią funkcję agenta obcego. 11 czerwca 2022 roku organizacja została zlikwidowana jednogłośnie przez ogólne zgromadzenie członków Międzyregionalnej Organizacji Społecznej „Komitet Przeciwko Torturom”. 12 czerwca 2022 roku powstała Międzyregionalna Organizacja Społeczna „Zespół Przeciwko Torturom”, której członkowie kontynuowali pracę nad sprawami, które wcześniej były prowadzone przez Komitet Przeciwko Torturom. Siergiej Babiniec został wybrany na przewodniczącego „Zespołu”.
Siergiej Babiniec wielokrotnie uczestniczył w monitoringu protestów w Orenburgu w celu dokumentowania możliwych naruszeń praw człowieka.

### Praca na Północnym Kaukazie
W okresie od grudnia 2011 roku do września 2022 roku wielokrotnie brał udział w pracy Ogólnej Mobilnej Grupy Rosyjskich Organizacji Obrony Praw Człowieka w Republice Czeczeńskiej, a później w pracy filii Północnokaukaskiego Oddziału Miejskiej Organizacji Społecznej „Komitet Przeciwko Torturom”, łącznie spędzając na Północnym Kaukazie ponad rok.
13 grudnia 2014 roku przebywał w Groznym, gdy nieznani sprawcy podpalili biuro Ogólnej Mobilnej Grupy, a także porwali część spraw. Władze Czeczenii oskarżyły obrońców praw człowieka o inscenizację podpalenia i próbę przyciągnięcia uwagi do siebie. Następnego dnia obrońcy praw człowieka przyjechali do budynku, w którym znajdowało się spalone biuro, oraz do sąsiedniego mieszkania połączonego klatką schodową, gdzie członkowie Ogólnej Mobilnej Grupy mieszkali podczas pracy w regionie (to drugie mieszkanie nie ucierpiało w pożarze). Po obejrzeniu spalonego biura obrońcy praw człowieka wezwali policję, aby na miejscu sporządzić protokół o przestępstwie. Dwóch funkcjonariuszy organów ścigania, którzy przybyli na wezwanie, rozpoczęło przeszukanie mieszkania, zabierając rzeczy osobiste, w tym laptopy, aparaty fotograficzne i nośniki pamięci, działając bez nakazu. Część sprzętu została później zwrócona. Biuro zostało odbudowane, ale po pół roku znów zostało zaatakowane ponownie.
W 2020 roku KPT. bronił prawa Salmana Tepsurkajewa, moderatora czatu kanału na Telegramie „1Adat” o naruszeniach praw człowieka w Republice Czeczeńskiej. Obrońcy praw człowieka złożyli skargę w tej sprawie do Europejskiego Trybunału Praw Człowieka. W 2021 roku Trybunał orzekł, że władze rosyjskie są odpowiedzialne za porwanie i brutalne traktowanie Tepsurkajewa oraz przyznał Salmanowi odszkodowanie w wysokości 26 000 euro. W momencie wydania wyroku ETPC Salman Tepsurkajew został brutalnie zamordowany przez czeczeńskich funkcjonariuszy.
20 stycznia 2022 roku przedstawiciele organów ścigania Republiki Czeczenii zaatakowali obrońców praw człowieka Siergieja Babińca, Olega Chabibrahmanowa i Natalię Dobronrawową, gdy ci udzielali pomocy prawnej swoim klientom w Niżnym Nowogrodzie. W trakcie ataku została porwana przez przedstawicieli policji czeczeńskiej matka jednego z obrońców praw człowieka Abubakara Jangulbajewa, Zarema Musajewa. Organizacja Front Line Defenders uważa, że te ataki i porwania są związane z działalnością obrońców praw człowieka.

## Kandydowanie na członka społecznych komisji obserwacyjnych
Czterokrotnie (w latach 2016, 2018, 2020 i 2022) Siergiej Babiniec był kandydatem od organizacji społecznych na członka komisji obserwacyjnych w Moskwie (2016 rok), obwodzie niżnonowogrodzkim (2018 i 2022 rok) i obwodzie orenburskim (2020 rok). Pomimo że Siergiej Babiniec spełniał formalne wymagania, nigdy nie został wybrany na członka komisji. Przyczyny odmowy przyznania mu mandatu nie zostały podane.

## Udział w akcjach publicznych
Wielokrotnie uczestniczył w pikietach zorganizowanych w dniu wsparcia ofiar tortur 26 czerwca w miastach, gdzie działa ZPT.

## Publiczne wystąpienia i teksty autorskie
W 2012 roku Siergiej Babiniec prowadził wykłady o prawach człowieka dla funkcjonariuszy policji w Inguszetii. W 2015 roku skomentował wycofanie projektu ustawy o dopuszczeniu do więziennych komórek sądowych Obserwacyjnej Komisji Społecznej na stronie Komitetu Przeciwko Torturom.
Siergiej Babiniec występował i publikował się na stronie internetowej i na radiu „Echo Moskwy”. W latach 2019–2021 był prowadzącym porannej audycji „Echo” w Orenburgu.
W jesieni 2022 roku był mówcą na Konferencji Warszawskiej o wymiarze ludzkim.
W październiku 2022 roku brał udział w Dublińskiej Platformie dla Obrońców Praw Człowieka. Platforma odbywa się co dwa lata i daje zagrożonym obrońcom praw człowieka możliwość spotkania się, aby podzielić się doświadczeniem, wymienić się wiedzą, omówić istotne kwestie i spotkać się z decydentami w rządach i międzyrządowych organach.

## Wywiady
- “Dlaczego w Rosji torturują?” // Film Jurija Dudia o torturach w Rosji.
- „W społeczeństwie istnieje żądanie tortur” Europejsko-Azjatyckie wiadomości // 17.12.2021
- „Tortury jak nowotwory, które okupowały cały system” RTVI // 29.06.2022
- Czy jest możliwe normalne życie w społeczeństwie, gdzie tortury są częścią systemu? // 24.03.2023